# Matjaž Kuntner
Matjaž Kuntner, slovenski biolog, * 21. oktober 1971, Ljubljana.
Matjaž Kuntner je slovenski evolucijski biolog in arahnolog, ki se znanstveno ukvarja s področji evolucijske sistematike in taksonomije, biogeografije, spolne selekcije, vedenjske biologije, evolucije bioloških materialov in klimatskih sprememb.

## Znanstveno izobraževanje
- Diploma: 1998, Biotehniška fakulteta Univerze v Ljubljani.
- Doktorat znanosti: 2005, George Washington University, ZDA.

## Znanstveno delo
Leta 2006 se je zaposlil na Biološkem inštitutu Jovana Hadžija ZRC SAZU, kjer je delno zaposlen še danes. Med letoma 2008 in 2017 je bil predstojnik, med letoma 2008 in 2019 pa je deloval kot vodja raziskovalnega programa Biološkega inštituta ZRC SAZU, leta 2018 pa se je kot direktor zaposlil na Nacionalnem inštitutu za biologijo, funkcijo je opravljal do leta 2020.
Matjaž Kuntner je med vidnejšimi slovenskimi raziskovalci na področju bioloških znanosti. Njegov primarni interes je napredek znanosti o biodiverziteti, vključno z njenim varstvom. Raziskovalni subjekt njegovega raziskovanja so v glavnem pajki, a v raznolikih raziskovalnih področjih. Tako se ukvarja z raziskavami, ki se raztezajo od odkrivanja novih vrst in definicije višjih taksonov, filogenetskih analiz, morfoloških, vedenjskih in genomskih podatkov, evolucijskih in koevolucijskih analiz različnih lastnosti organizmov do biogeografskih analiz. Raziskuje tudi evolucijo pajčje svile kot najmočnejšega materiala v naravi.

## Nagrade in priznanja
- Zlati znak ZRC SAZU (2021)
- Fulbright visiting scholar to USA (Smithsonian Institution) (akademsko leto 2016/2017)
- Top new species of 2016, izbrano s strani Newsweek (2016)[3]
- Nagrada za izjemne dosežke na področju dejavnosti NIB (2015)
- Guinnessova knjiga rekordov: Darwinov drevesni pajek Caerostris darwini Kuntner & Agnarsson 2010 z največjo mrežo in najmočnejšo svilo. (2012)
- Guinnessova knjiga rekordov: največji znani pajek mrežar Nephila komaci Kuntner & Coddington 2009 (2011)
- Top 10 new species for 2011, izbrano s strani International Institute for Species Exploration, Arizona State University[4]
- Top 10 new species of 2010, izbrano s strani Time magazine[5]

## Zasebno
Rodil se je leta 1971 v Ljubljani staršem Sonji in Tonetu Kuntnerju. Obiskoval je naravoslovno gimnazijo za Bežigradom. Dodiplomski študij je opravil na Biotehniški fakulteti Univerze v Ljubljani, kjer je diplomiral leta 1998. Doktorski študij je opravljal na Univerzi Georga Washingtona, Washington DC, ZDA, kjer je doktoriral leta 2005. Njegov oče je pesnik in igralec Tone Kuntner, brat pa gledališki in televizijski igralec Jernej Kuntner.